# Rabbit Trap
Rabbit Trap is een Britse psychologische horrorfilm uit 2025, geschreven en geregisseerd door Bryn Chainey en zijn speelfilmregiedebuut. De hoofdrollen worden vertolkt door Dev Patel en Rosy McEwen.

## Verhaal
In 1973 verhuizen de getrouwde muzikanten Daphne en Darcy Davenport vanuit Londen naar een afgelegen hut in Wales om hun nieuwe plaat af te maken. Wanneer ze per ongeluk een veldopname maken van een mystiek geluid dat nog nooit eerder door menselijke oren is gehoord, zetten ze bovennatuurlijke gebeurtenissen in de gang waardoor ze gevangen geraken tussen de oude geesten van de natuurlijke wereld en de levens die ze ooit kenden.

## Rolverdeling
| Acteur      | Personage        |
| ----------- | ---------------- |
| Dev Patel   | Darcy Davenport  |
| Rosy McEwen | Daphne Davenport |
| Jade Croot  |                  |

## Productie
De film wordt geproduceerd door Elijah Wood en Daniel Noah voor SpectreVision en Lawrence Inglee samen met Elisa Lleras, Alex Ashworth en Sean Marley. Dev Patel speelt de hoofdrol en treedt ook op als uitvoerend producent naast Benjamin Kramer van Wiser Film, Kyle Stroud van Carte Blanche, Tom Ogden, Stephen Kelliher van Bankside Films en Sophie Green. De muziek werd gecomponeerd door Lucrecia Dalt.

### Filmopnames
De filmopnames gingen door in Wales en werden afgerond in oktober 2023.

## Release
Rabbit Trap ging op 24 januari 2025 in première op het Sundance Film Festival in de Midnight-sectie.